# Nokia Aeon
Le Nokia Aeon est un téléphone mobile à l'état de concept et dévoilé en 2006 par le centre de recherche et développement Nokia. Il serait composé d'une surface tactile avec un clavier à effleurement. Il est apparu dans un film.

## Caractéristiques
- Clavier tactile
- Forme « futuriste »[2]